# Devons Road (Docklands Light Railway)
Devons Road è una stazione della Docklands Light Railway (DLR) sita ai confini di Bromley-by-Bow e Bow nella Grande Londra. Si trova tra le stazioni di Langdon Park e Bow Church ed è nella Travelcard Zone 2.